# Jean-Sylvain Emien Mambé
Jean-Sylvain Emien Mambé (Jacqueville, 16 de setembro de 1970) é um diplomata e prelado marfinense da Igreja Católica pertencente ao serviço diplomático da Santa Sé.

## Biografia
Foi ordenado presbítero em 14 de dezembro de 1997, sendo incardinado na Diocese de Yopougon.
Licenciado em direito canônico, ingressou no serviço diplomático da Santa Sé em 1 de julho de 2005 e, posteriormente, atuou nas representações pontifícias em Angola, Nigéria, Nova Zelândia, Espanha, Chéquia, Guiné e Mali.
É fluente, além do francês nativo, em inglês, italiano, espanhol e português.
Em 2 de fevereiro de 2022, o Papa Francisco o nomeou núncio apostólico no Mali‎, recebendo a  ordenação episcopal como arcebispo titular de Potenza Picena em 7 de maio, na Catedral de Saint-Paul du Plateau de Abidjã, do Cardeal Secretário de Estado Pietro Parolin, coadjuvado pelo cardeal Jean-Pierre Kutwa, arcebispo de Abidjã e por Jean Salomon Lezoutié, bispo de Yopougon.
Em 12 de novembro de 2022, foi nomeado também núncio apostólico na Guiné.